# Список країн за видобутком вугілля

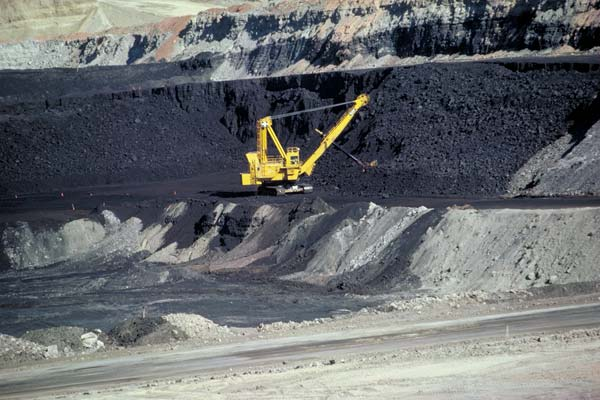
Видобуток вугілля у штаті Вайомінг, США

Подається список країн за видобутком вугілля, який здебільшого базується на даних British Petroleum.

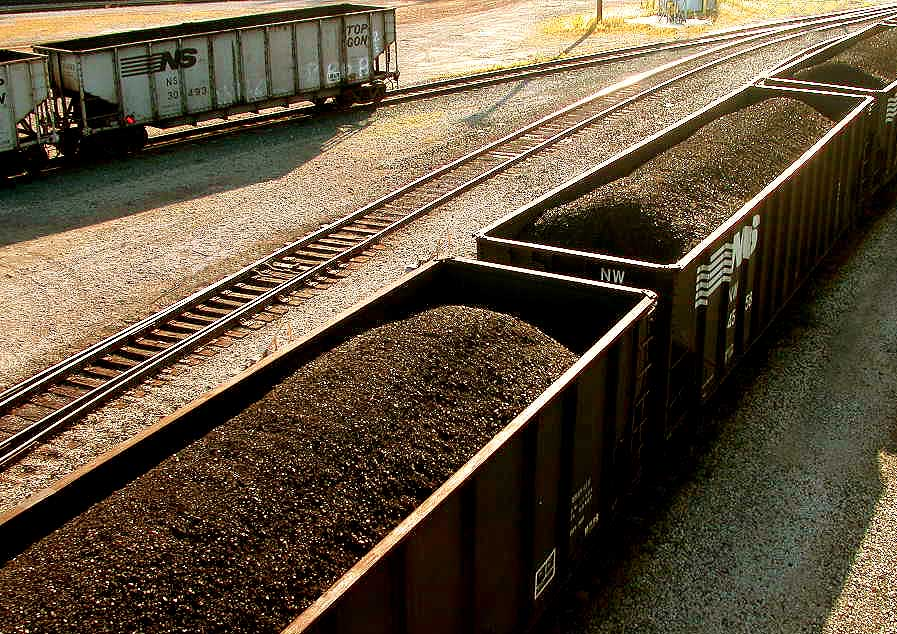
Залізничний транспорт вугілля

## Станом на 2013—2016 рр
| Країна/Регіон         | 2016   | 2015   | 2014   | 2013   |
| --------------------- | ------ | ------ | ------ | ------ |
| Світ                  | 7460.4 | 7861.1 | 8164.9 | 8074.6 |
| Китай                 | 3411.0 | 3747.0 | 3874.0 | 3974.3 |
| Індія                 | 692.4  | 677.5  | 648.1  | 608.5  |
| США                   | 660.6  | 812.8  | 906.9  | 893.4  |
| Австралія             | 492.8  | 484.5  | 503.2  | 472.8  |
| ЄС                    | 484.7  | 528.1  | 491.5  | 557.9  |
| Індонезія             | 434.0  | 392.0  | 458.0  | 474.6  |
| РФ                    | 385.4  | 373.3  | 357.6  | 355.2  |
| ПАР                   | 251.3  | 252.1  | 260.5  | 256.3  |
| Німеччина             | 176.1  | 183.3  | 185.8  | 190.6  |
| Польща                | 131.1  | 135.5  | 137.1  | 142.9  |
| Казахстан             | 102.4  | 106.5  | 108.7  | 119.6  |
| Колумбія              | 90.5   | 85.5   | 88.6   | 85.5   |
| Туреччина             | 70.6   | 58.4   | 65.2   | 60.4   |
| Канада                | 60.3   | 60.7   | 68.8   | 68.4   |
| Чехія                 | 46.0   | 46.2   | 46.9   | 49.0   |
| Україна               | 41.8   | 38.5   | 60.9   | 84.8   |
| В'єтнам               | 39.4   | 41.5   | 41.2   | 41.1   |
| Північна Корея        |        | 38.8   | 34.0   | 33.0   |
| Сербія                | 38.4   | 38.1   | 29.8   | 40.3   |
| Монголія              | 38.1   | 24.5   | 25.3   | 30.1   |
| Греція                | 33.1   | 47.7   | 49.3   | 53.9   |
| Болгарія              | 31.5   | 35.9   | 31.3   | 28.6   |
| Румунія               | 23.2   | 25.5   | 23.6   | 24.7   |
| Таїланд               | 17.0   | 15.2   | 18.0   | 18.1   |
| Угорщина              | 9.3    | 9.6    | 0.1    | 9.6    |
| Косово                |        | 9.1    | 7.9    | 9.1    |
| Бразилія              | 8.1    | 8.0    | 7.9    | 8.6    |
| Мексика               | 8.0    | 14.4   | 13.8   | 14.6   |
| Філіппіни             |        | 7.8    | 10.5   | 7.8    |
| Мозамбік              |        | 7.2    | 15.8   | 6.7    |
| Боснія та Герцеговина |        | 6.7    | 6.8    | 6.9    |
| Північна Македонія    |        | 6.5    | 7.9    | 7.4    |

## Станом на 2009 рік

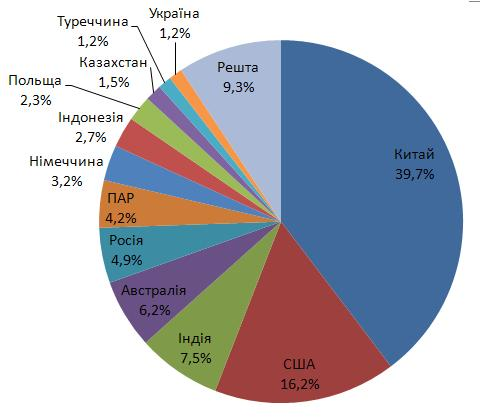
Діаграма країн за видобутком вугілля станом на 2009 р.

| Місце | Країна/Регіон        | Видобуток, млн тонн | Світова частка, % | Посилання на тематичну статтю               |
| ----- | -------------------- | ------------------- | ----------------- | ------------------------------------------- |
| —     | Світ                 | 6940,6              | 100               | Вугільна промисловість                      |
| 1     | КНР                  | 3050,1              | 43,94             | Вугільна промисловість Китаю                |
| 2     | США                  | 973,2               | 14,02             | Вугільна промисловість США                  |
| 3     | Європейський Союз    | 536,8               | 7,73              | Вугільна промисловість ЄС                   |
| 4     | Індія                | 557,6               | 8,03              | Вугільна промисловість Індії                |
| 5     | Австралія            | 409,2               | 5,90              | Вугільна промисловість Австралії            |
| 6     | Росія                | 298,1               | 4,30              | Вугільна промисловість Росії                |
| 7     | Індонезія            | 252,5               | 3,64              | Вугільна промисловість Індонезії            |
| 8     | ПАР                  | 250,0               | 3,60              | Вугільна промисловість ПАР                  |
| 9     | Німеччина            | 183,7               | 2,65              | Вугільна промисловість Німеччини            |
| 10    | Польща               | 135,1               | 1,95              | Вугільна промисловість Польщі               |
| 11    | Казахстан            | 101,5               | 1,46              | Вугільна промисловість Казахстану           |
| 12    | Туреччина            | 84,3                | 1,22              | Вугільна промисловість Туреччини            |
| 13    | Україна              | 81,8                | 1,06              | Вугільна промисловість України              |
| 14    | Колумбія             | 72,1                | 1,04              | Вугільна промисловість Колумбії             |
| 15    | Канада               | 62,9                | 0,91              | Вугільна промисловість Канади               |
| 16    | Греція               | 62,7                | 0,90              | Вугільна промисловість Греції               |
| 17    | Чехія                | 53,3                | 0,77              | Вугільна промисловість Чехії                |
| 18    | В'єтнам              | 45,0                | 0,65              | Вугільна промисловість В'єтнаму             |
| 19    | Сербія               | 38,3*               | 0,55              | Вугільна промисловість Сербії               |
| 20    | Північна Корея       | 37,5*               | 0,54              | Вугільна промисловість КНДР                 |
| 21    | Румунія              | 30,6                | 0,44              | Вугільна промисловість Румунії              |
| 22    | Болгарія             | 26,9                | 0,39              | Вугільна промисловість Болгарії             |
| 23    | Таїланд              | 18,8                | 0,27              | Вугільна промисловість Таїланду             |
| 24    | Велика Британія      | 17,9                | 0,26              | Вугільна промисловість Великої Британії     |
| 25    | Естонія              | 14,9*               | 0,21              | Вугільна промисловість Естонії              |
| 26    | Монголія             | 11,1*               | 0,16              | Вугільна промисловість Монголії             |
| 27    | Мексика              | 11,1                | 0,16              | Вугільна промисловість Мексики              |
| 28    | Іспанія              | 10,2                | 0,15              | Вугільна промисловість Іспанії              |
| 29    | Боснія і Герцеговина | 9,5*                | 0,14              | Вугільна промисловість Боснії і Герцеговини |
| 30    | Угорщина             | 9,0                 | 0,13              | Вугільна промисловість Угорщини             |
| 31    | Бразилія             | 5,1                 | 0,07              | Вугільна промисловість Бразилії             |
| 32    | Венесуела            | 5,0                 | 0,07              | Вугільна промисловість Венесуели            |
| 33    | Північна Македонія   | 5,0*                | 0,07              | Вугільна промисловість Македонії            |
| 34    | Нова Зеландія        | 4,6                 | 0,07              | Вугільна промисловість Нової Зеландії       |
| 35    | Словенія             | 4,4*                | 0,05              | Вугільна промисловість Словенії             |
| 36    | Зімбабве             | 3,74*               | 0,02              | Вугільна промисловість Зімбабве             |
| 37    | Пакистан             | 3,5                 | 0,05              | Вугільна промисловість Пакистану            |
| 38    | Узбекистан           | 3,3*                | 0,05              | Вугільна промисловість Узбекистану          |
| 39    | Норвегія             | 2,64*               | 0,04              | Вугільна промисловість Норвегії             |
| 40    | Словаччина           | 2,57*               | 0,04              | Вугільна промисловість Словаччини           |
| 41    | Південна Корея       | 2,5                 | 0,04              | Вугільна промисловість Південної Кореї      |
| 42    | Філіппіни            | 2,35*               | 0,03              | Вугільна промисловість Філіппін             |
| 43    | М'янма               | 1,63*               | 0,02              | Вугільна промисловість М'янми               |
| 44    | Іран                 | 1,56*               | 0,02              | Вугільна промисловість Ірану                |